# مارك ناش
مارك ناش (بالإنجليزية: Mark Nash) مواليد 25 فبراير 1976، هو لاعب كرة سلة أسترالي بدأ مسيرته الاحترافية في سنة 1994. اعتزل اللعب في 2012.